# Kristofor Lakapen
Kristofor Lakapen (grčki Χριστόφορος Λακαπηνός) bio je grčki plemić te car Bizantskog Carstva kao suvladar svoga oca. Bio je najstariji sin admirala Romana Lakapena – koji je postao suvladar cara Konstantina VII. – te se čini da je Kristoforova majka bila Augusta Teodora. Kristoforova je sestra bila carica Helena Lekapene (supruga cara Konstantina), a brat mu je bio Teofilakt, patrijarh carigradski. Prije nego što mu je otac postao carev suvladar, Kristofor je oženio Sofiju, kćer imućnog Slavena Nikete s Peloponeza. Kći Sofije i Kristofora bila je carica Bugara Irena Lekapene.
Roman, Kristoforov otac, udao je svoju kćer Helenu za mladog cara Konstantina 919. godine te je postao basileopatōr, dok je Kristofor postao megas hetaireiarchēs. Godine 920., Roman se proglasio carem, a 20. svibnja 921. carem je postao i Kristofor, čija je supruga postala Augusta 922. Irena, Kristoforova kći, udala se za cara Petra I. Bugarskog 927., a sljedeće je godine Kristoforov tast, patrikios Niketa, nagovarao Kristofora da svrgne oca, no nije uspio nagovoriti Kristofora, koji je umro u kolovozu 931. Nakon Kristoforove smrti, njegova je supruga Sofija postala časna sestra te je umrla u svome manastiru.